# Sajgó
Sajgó románul: Șigău, falu Romániában, Erdélyben, Kolozs megyében.

## Fekvése
Déstől délnyugatra fekvő település.

## Története
Sajgó nevét 1379-ben említette először oklevél Solgo néven.
1461-ben a Borzásiak és Keczeliek birtoka volt, akik egy korabeli oklevél szerint tiltják Mátyás királyt Salygon levő birtokrészeik eladományozásától.
1515-ben Salgo-n Bánffy Péter is részbirtokos volt, 1519-ben Salgo-i részbirtokát Bánffy Miklós, több birtokrész átengedése ellenében, apja:  László kezébe adta, majd apja Bánffy László 1524-ben Salygo-i részét  eladta Podvinyai Pál deáknak.  Salgo-n Bonchidai Bánffy Mihály is
részbirtokos volt.
1637-ben Sajgo I. Rákóczi György birtoka volt.
A trianoni békeszerződés előtt Szolnok-Doboka vármegye Dési járásához tartozott.
1910-ben 286 lakosából 5 magyar, 280 román volt. Ebből 282 görögkatolikus, 4 izraelita volt.